# Edward Baron Turk
Pour les articles homonymes, voir Turk.
 (février 2021).
Edward Baron Turk, né le 29 septembre 1946, est un auteur américain, un critique d'art et un éducateur qui a remporté plusieurs prix. Il occupe des postes de professeur à l'université Yale, au Massachusetts Institute of Technology (MIT), à l'université Columbia (École des arts) et à l'Institut d'études politiques (« Sciences Po », Paris). Il est spécialisé sur la culture française (théâtre, son cinéma et littérature) — et sur le cinéma hollywoodien.

## Biographie
En 1973, l'université Yale nomme Turk professeur adjoint et directeur des études de premier cycle en français. En 1978, il rejoint la faculté des sciences humaines du MIT en tant que professeur agrégé dans la culture française et le cinéma.
Au MIT, où il est promu professeur ordinaire en 1990, Turk est au consortium Ivy League-MIT-University of Chicago-Stanford University sur les langues et au programme d'études supérieures du MIT en études comparatives des médias. Turk prend sa retraite du MIT en juin 2012. Depuis qu'il a quitté le MIT, Turk poursuit ses recherches et ses écrits et organise régulièrement des séminaires sur le cinéma.